# Besania
Besania es un género extinto de peces actinopterigios prehistóricos. Fue descrito por Brough en 1939.
Vivió en Italia y Suiza.